# Stäfnerhandel
Der Stäfnerhandel war eine Auseinandersetzung im Kanton Zürich über die wirtschaftliche und politische Benachteiligung der Landschaft gegenüber der Stadt in den Jahren 1794 und 1795, ausgelöst durch ein geplantes Memorial (eine Bittschrift) an die Zürcher Obrigkeit. Memorial und Stäfnerhandel bedeuteten einen Wendepunkt in der Diskussion über die Reformierbarkeit der Alten Eidgenossenschaft zwischen Französischer und Helvetischer Revolution.

## Memorial

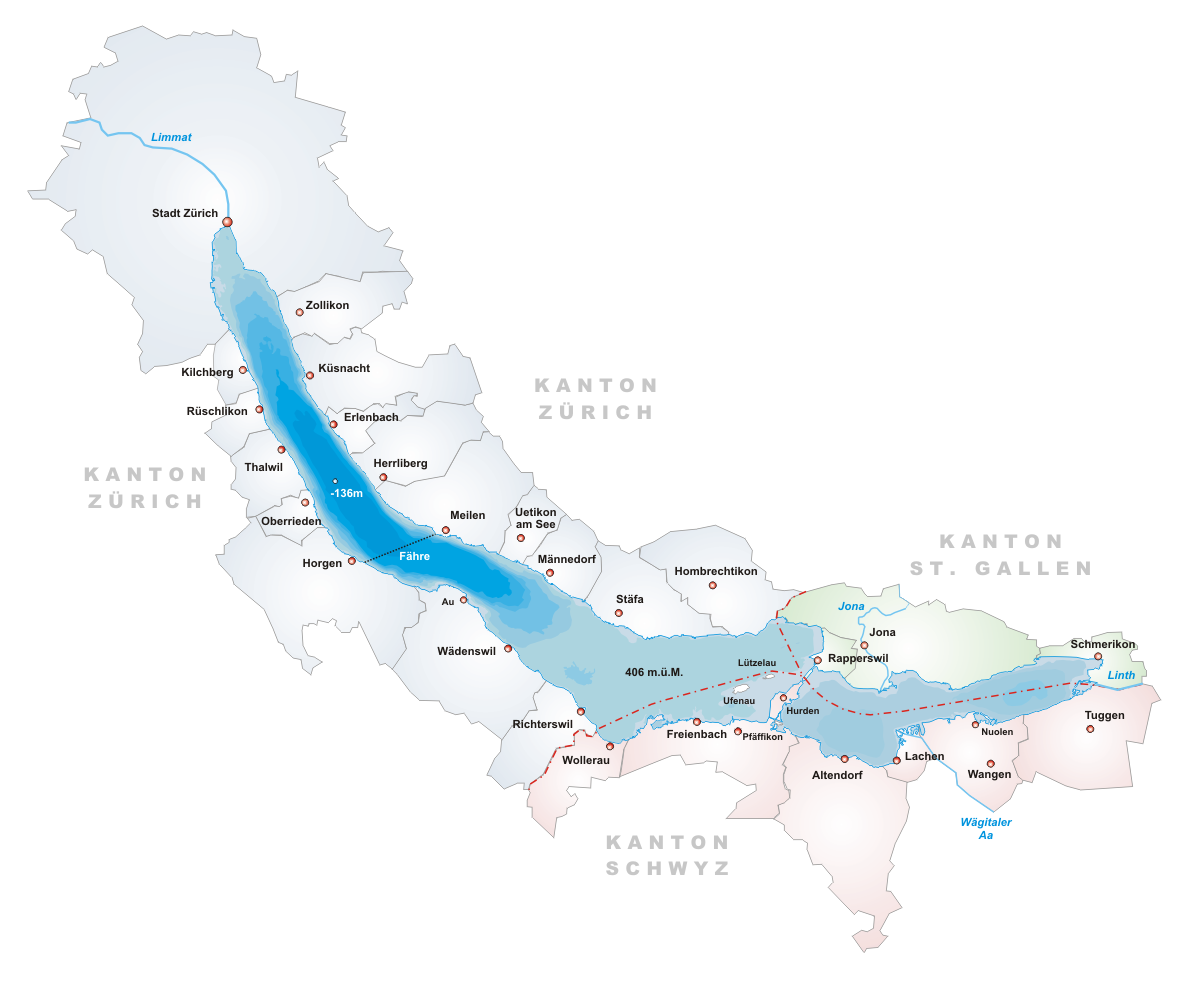
Die Zürcher Seegemeinden

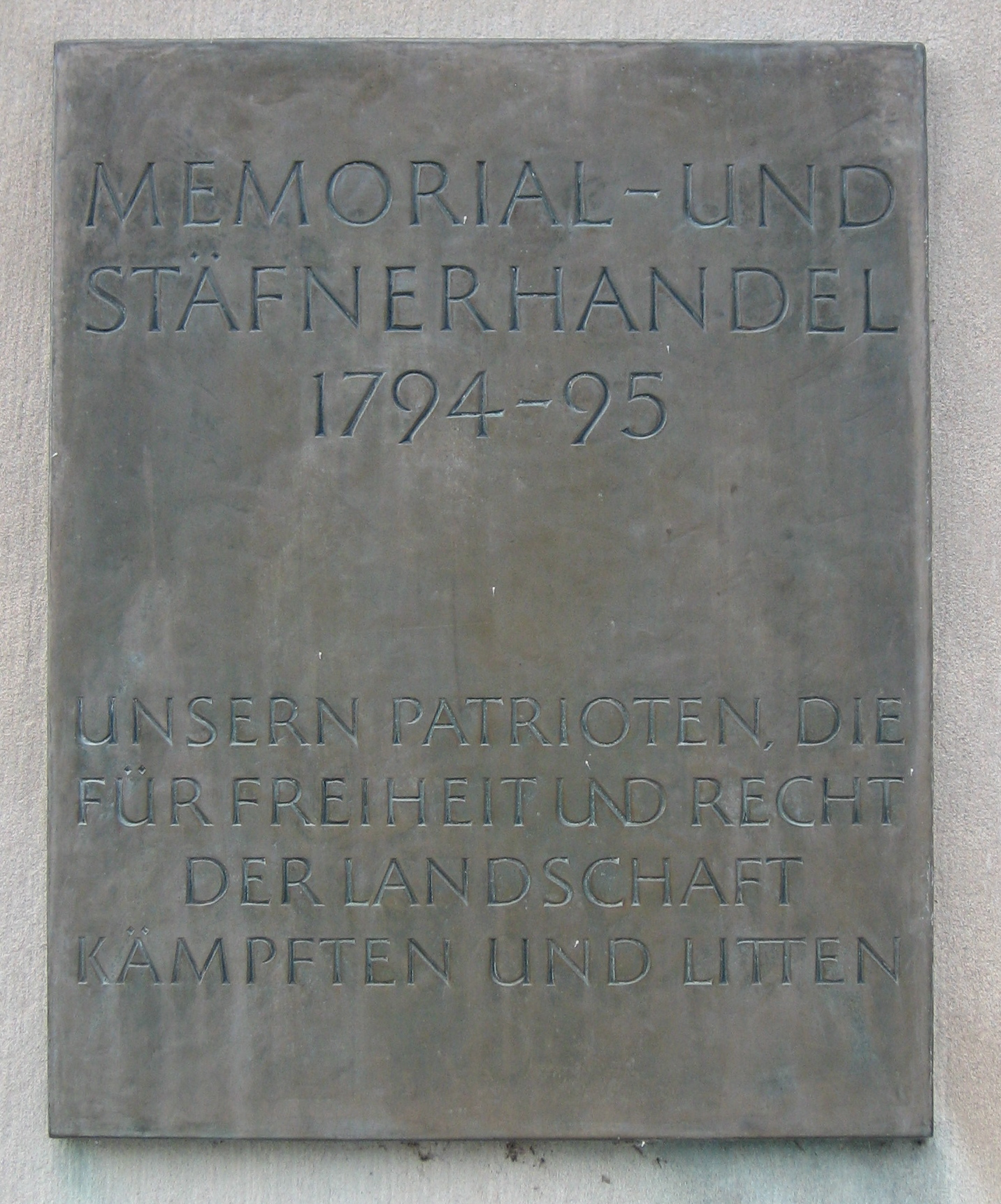
Erinnerungstafel am Denkmal in Stäfa

In den Gemeinden entlang des Zürichsees hatte sich während des 18. Jahrhunderts dank der dort florierenden Textilwirtschaft (Baumwoll- und Seidenfabrikation) eine wohlhabende und kulturell aufstrebende Oberschicht gebildet. Diese fand sich in Liebhabertheatern und Musikgesellschaften sowie Lesezirkeln zusammen und bekam einen geschärften Blick für die politischen und wirtschaftlichen Vorteile, die sich die städtische Elite verschafft hatte. Die trotz aller absolutistischen Einwirkungen nie ganz verschwundene kommunale Selbstverantwortung und -selbständigkeit entwickelten zuerst unter Einfluss des aufklärerischen Gedankenguts und dann der Parolen der Französischen Revolution eine grosse Mobilisierungskraft. Mitglieder der Lesegesellschaften forschten intensiv nach aufgehobenen, aber urkundlich verbrieften Rechten der Zürcher Landbevölkerung der vor- und nachreformatorischen Zeit. Mit dem Hinweis auf diese alten Freiheiten formulierten der Ofenbauer Heinrich Nehracher, der Wundarzt Johann Kaspar Pfenninger, der Bäcker Heinrich Ryffel und der Chirurg Andreas Staub unter dem Titel «Memorial» eine Bittschrift an den Rat von Zürich.
Das Memorial war eine selbstbewusste Aufzählung politischer und wirtschaftlicher Forderungen, in denen sich die Vorstellungen beziehungsweise Kampfbegriffe von den vorabsolutistischen «alten Freiheiten» und von den «unveräusserlichen Menschenrechten» verbanden. Die Autoren formulierten:

„Die Liebe zur Freiheit sowie der Hass gegen alle Arten des Despotismus ist der Menschheit eigen. Jener huldigten alle aufgeklärten Völker vom Aufgang bis zum Niedergang. […] Von freien Vätern erzeugt, sollen wir freie Söhne sein. Dafür redet die Geschichte, dafür zeugen die Urkunden, […] als solche respektiert uns jene Nation, die gegenwärtig auf dem politischen Schauplatz die Rolle im Großen spielt, die weiland unsere Väter im Kleinen spielten.“

In sieben Punkten behandelten die Autoren die Gleichstellung aller Bürger, die Gewerbe- und Bildungsfreiheit, die Ablösung der Feudallasten und die Wiederherstellung der alten Gemeinderechte. An erster Stelle stand die Forderung nach einer Verfassung.
Das Memorial wurde zu Pfingsten 1794 fertiggestellt und kursierte dann in Abschriften. Im November 1794 wurde es erstmals vor Eingeweihten in Stäfa – damals wirtschaftlich und bevölkerungsmässig die wichtigste Landgemeinde im Kanton – vorgelesen und diskutiert. Zu einer eigentlichen Geheimkonferenz der Gemeinden entlang des Zürichsees, die Abgesandte schickten, kam es am 19. November 1794 in Meilen. Jedoch erhielt auch die Regierung Kenntnis vom Memorial und liess Pfenninger und Ryffel verhaften, wodurch die Angelegenheit öffentlich wurde. Obrigkeitliche Gesandtschaften in die Seegemeinden und landesväterliche Erklärungen von den Kirchenkanzeln sollten die Lage beruhigen, indem die Autoren des Memorials als Unruhestifter und das Memorial selbst als strafbarer Aufruhrversuch gebrandmarkt wurde. Nehracher, Pfenninger und Staub wurden im Januar 1795 für mehrere Jahre des Landes verwiesen, weitere mehr als sechzig Beteiligte erhielten Geld- und Ehrenstrafen. Das Memorial, welches der Regierung gar noch nicht offiziell vorgelegt worden war, wurde verbrannt.

## Stäfnerhandel

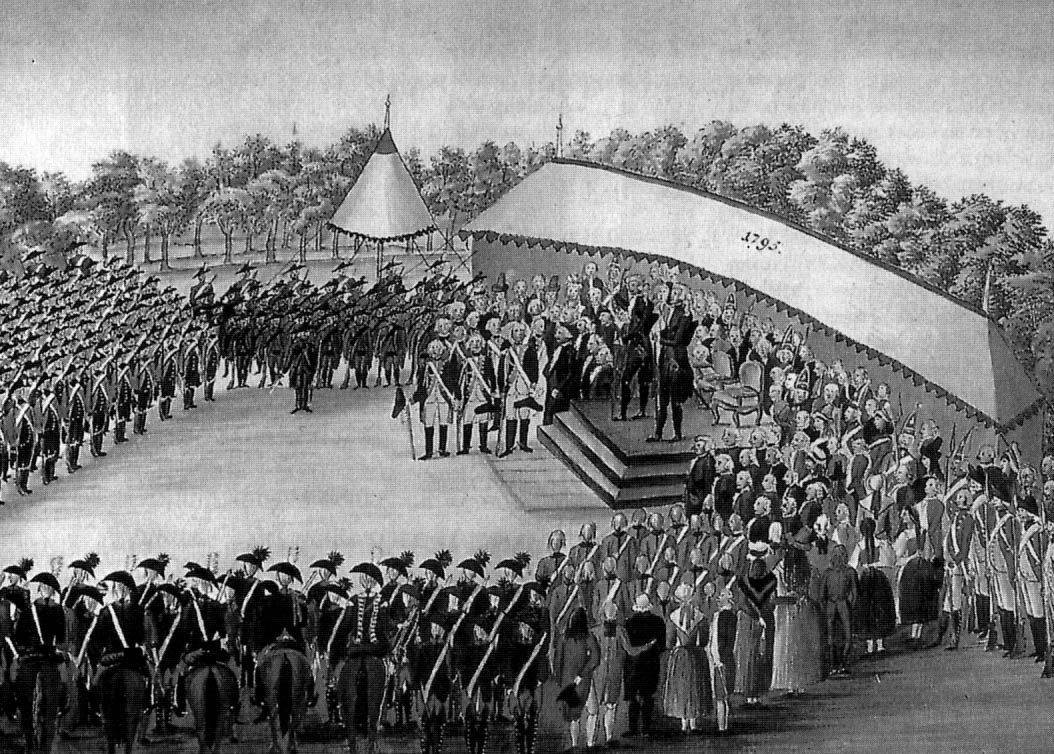
Die Zürcher Regierung entlässt am 6. und 7. September 1795 auf dem Schützenplatz die während des Stäfnerhandels aufgebotenen Truppen.

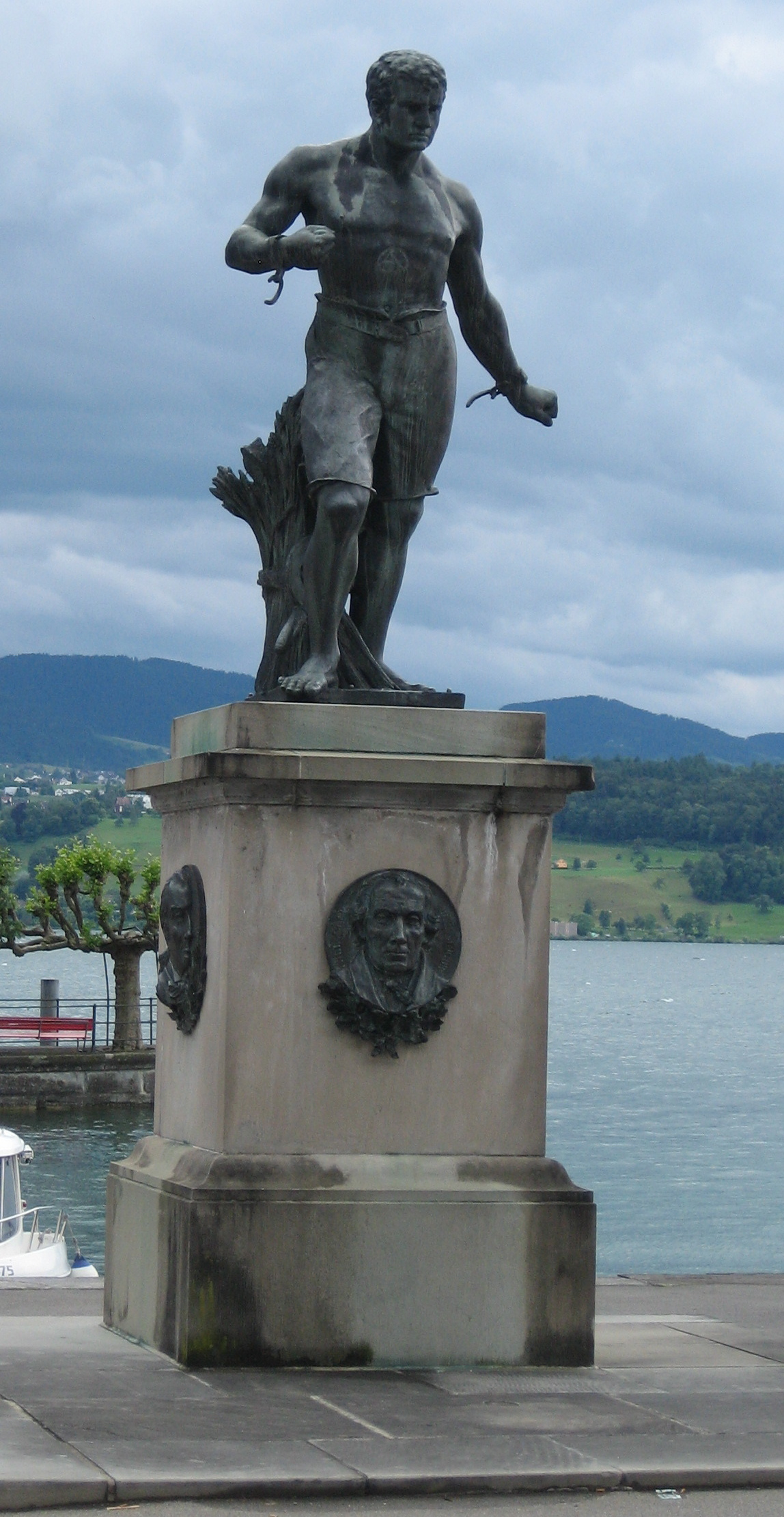
Denkmal in Stäfa

Die Unnachgiebigkeit der Regierung und die Strafen führten zu einer Solidarisierungswelle und Politisierung auf der Landschaft gegenüber der Stadt. Die daraus entspringenden Ereignisse wurden als «Stäfnerhandel» bekannt. Aus den Zürcher Gemeinden ergingen Anfragen, wo man Beschwerden vorbringen könnte, in Stäfa errichteten die Einwohner in der Nacht vom 21. auf den 22. März 1795 einen Freiheitsbaum. Die wiederaufgefundenen Waldmannschen Spruchbriefe von 1489 und die Kappeler Briefe von 1532 wurden in Stäfa vor versammelter Gemeinde verlesen. Auch in anderen Gemeinden entstand Unruhe, und Stäfner Delegationen warben in der vermeintlich demokratischeren Zentralschweiz um Unterstützung für ihre Anliegen, allerdings ohne Erfolg. Währenddessen verbreitete sich in der Stadt Zürich das Gerücht, dass die Landbevölkerung die Waffen ergreifen würde. Ende Juni 1795 sprach die Regierung den Bann über Stäfa aus und verbot den Handel mit dem Ort, auch den Brotverkauf, Armenunterstützung und Krankenversorgung. Am 4. Juli 1795 wurden 4000 Mann aufgeboten, die ab dem folgenden Tag Stäfa und die Seegemeinden zwei Monate lang militärisch besetzten. Eine Verhaftungswelle gegen die politischen Anführer der Seegemeinden rollte los, die Verhöre geschahen unter Folter. Über die «alten Freiheiten» in den Urkunden liess die Regierung per Proklamation verkünden, dass bereits die Vorfahren sich nicht mehr darauf berufen, «sondern dankbar und genügsam die zwekmässigern Rechte und kostbaren Wohlthaten» genossen hätten, «welche die huldreiche Obrigkeit, aus herzlicher Wohlmeinung, Ihrem ganzen Land von Zeit zu Zeit» zuteilte.
Im September 1795 ergingen die Urteile. Sechs Hauptangeklagte, allen voran der Textilfabrikant Johann Jakob Bodmer als gewählter politischer Verbindungsmann Stäfas, erhielten eine in lebenslange Haft umgewandelte Todesstrafe, wobei diese bei Bodmer symbolisch durch Heben und Senken des Richtschwerts über seinem Nacken vollzogen wurde. Über mehr als zweihundert Landleute sprachen die Behörden Verbannungs-, Geld-, Pranger- und Ehrenstrafen aus. Die Gemeinde Stäfa, deren Musik- und Lesegesellschaft verboten wurden, verlor alle Selbstverwaltungsrechte; die Unterbringungskosten für das militärische Aufgebot, die sie zu bezahlen hatte, ruinierten sie wirtschaftlich. Neben ihr mussten auch die Gemeinden Erlenbach, Hirzel, Horgen, Küsnacht, Meilen und Thalwil sowie die Vogteien Greifensee, Grüningen und Knonau in einem Unterwerfungsakt der Stadt Zürich huldigen.

## Folgen
Die politische, wirtschaftliche und kulturelle Bestrafung bedeutete und bezweckte in erster Linie die wirkungsvolle Ausschaltung der ländlichen Konkurrenz durch die Stadt. Wichtig wurde der Stäfnerhandel als Vorbote der Helvetischen Revolution und als «cause célèbre» für eine unumkehrbar politisierte Öffentlichkeit; das Geschehen fand grossen Widerhall in der gesamten deutschsprachigen Publizistik. Das rigorose Vorgehen führte die Reformer zur Auffassung, dass die Obrigkeiten keine Hand zu demokratischeren Strukturen bieten, dafür aber alle Mittel zum Erhalt des Status quo einsetzen würden. Dem Publizisten Paul Usteri schien es nach dem Stäfnerhandel «moralisch unmöglich […], daß von unseren bestehenden Regierungen aus vernünftige und nötige Reformationen ausgehen». Da die Zürcher Obrigkeit jede Berufung auf frühere urkundliche Rechte zurückgewiesen hatte, verbreitete sich zudem die Überzeugung, dass die Legitimität kein Rückhalt mehr für den Umgang mit den Regenten sein könne.